# Gustave Oudry
Pour les articles homonymes, voir Oudry.
Gustave Oudry, né le 28 avril 1833 à Compiègne et mort le 1er mai 1900 à Versailles, est un peintre français.

## Biographie
Jean Gustave Oudry est le fils de Pierre Gabriel Oudry, cuirassier au 5e escadron du 2e régiment de cuirassiers, et d'Aglaé Hélène Miaux. 
Élève de Ferdinand Wachsmuth, il expose au Salon de 1864 à 1877.
Il meurt célibataire à l'âge de 67 ans à son domicile de Versailles.

## Œuvres exposées aux Salons
- L'Étape, au Salon de 1864
- L'Incendie, au Salon de 1865
- Les nouvelles du pays, au Salon de 1865
- Le Gué, au Salon de 1866
- La Famille adoptive, au Salon de 1866
- La Fête du village, au Salon de 1867, aquarelle
- Cavaliers démontés, au Salon de 1867, aquarelle
- La Source, au Salon de 1868
- Les Marchands de chevaux, au Salon de 1868
- L'Étendard, au Salon de 1869
- Le Retour de la ville, au Salon de 1869
- "Tout pliait devant lui" (Erckman-Chatrian, Le Conscrit de 1813), au Salon de 1869, fusain
- L'Arrivée au gîte, au Salon de 1870
- Souvenir de Morieu (Loire-Cher), au Salon de 1870
- Au Bivouac, au Salon de 1873
- Campement devant la grille de l’Orangerie, à Versailles, au Salon de 1873, aquarelle
- La Mare aux hulans, au Salon de 1875
- La Suite d’une armée, au Salon de 1875, aquarelle
- Le Rappel, au Salon de 1877, aquarelle
- Avant l'étape, au Salon de 1877, aquarelle

## Œuvres dans les collections publiques
- Espagne
  - Madrid, Musée Lázaro Galdiano : Zouave au clairon[4].
- France
  - Strasbourg :
    - Cabinet des estampes et des dessins[5] :
      - Paysannes de la Vallée de Munster ;
      - Paysans de la Vallée de Munster ;
      - Un coin de village ;
      - Portrait de jeune fille ;
      - Étude de chaises ;
      - Intérieur dans la vallée de Munster ;
      - Le chien du lieutenant Michaud.

    - Musée d'Art moderne et contemporain : Couvent en Vendôme, s.d.[6].

## Galerie

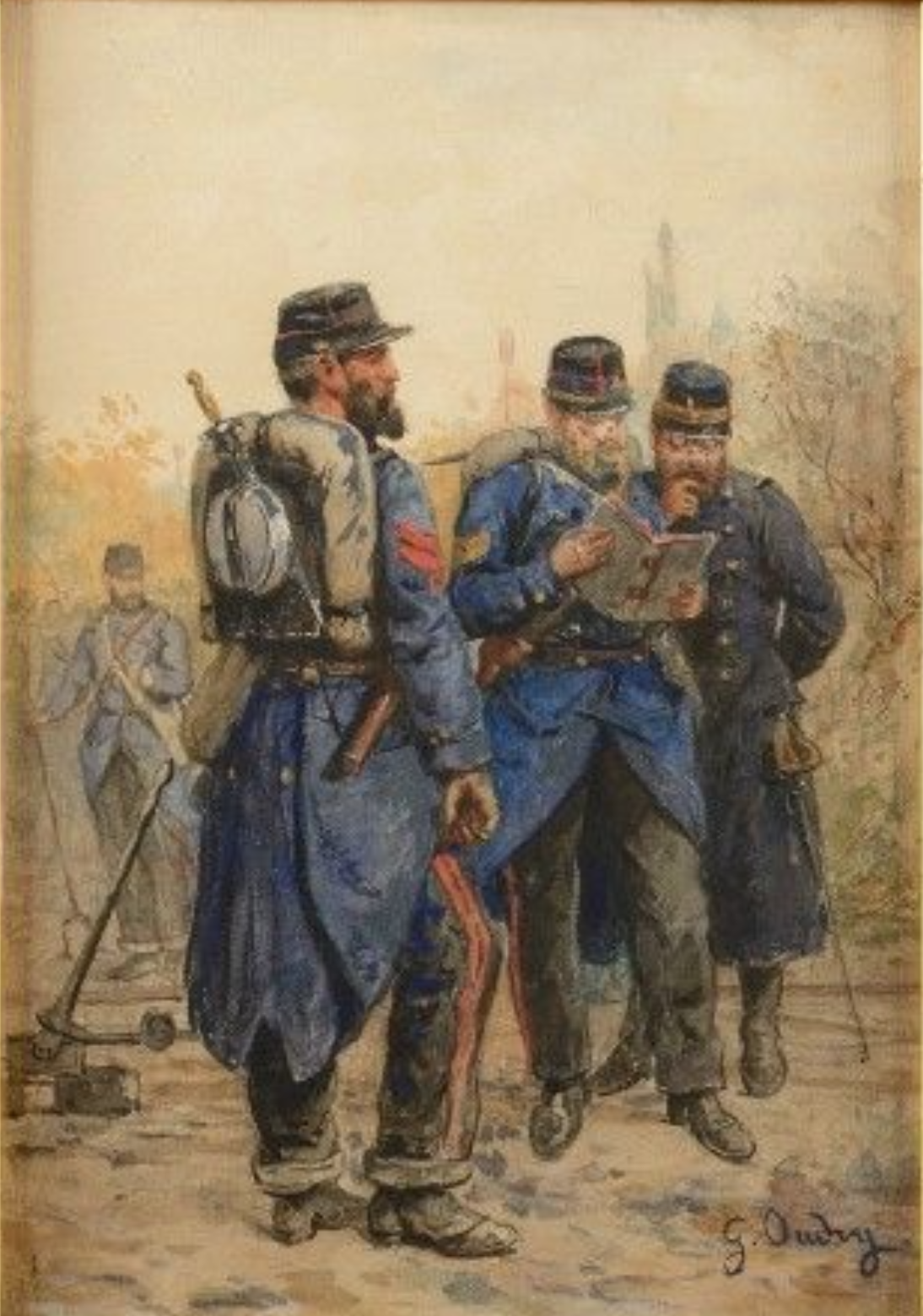
Officier et sous-officier du génie sur un chantier, aquarelle, vers 1870.
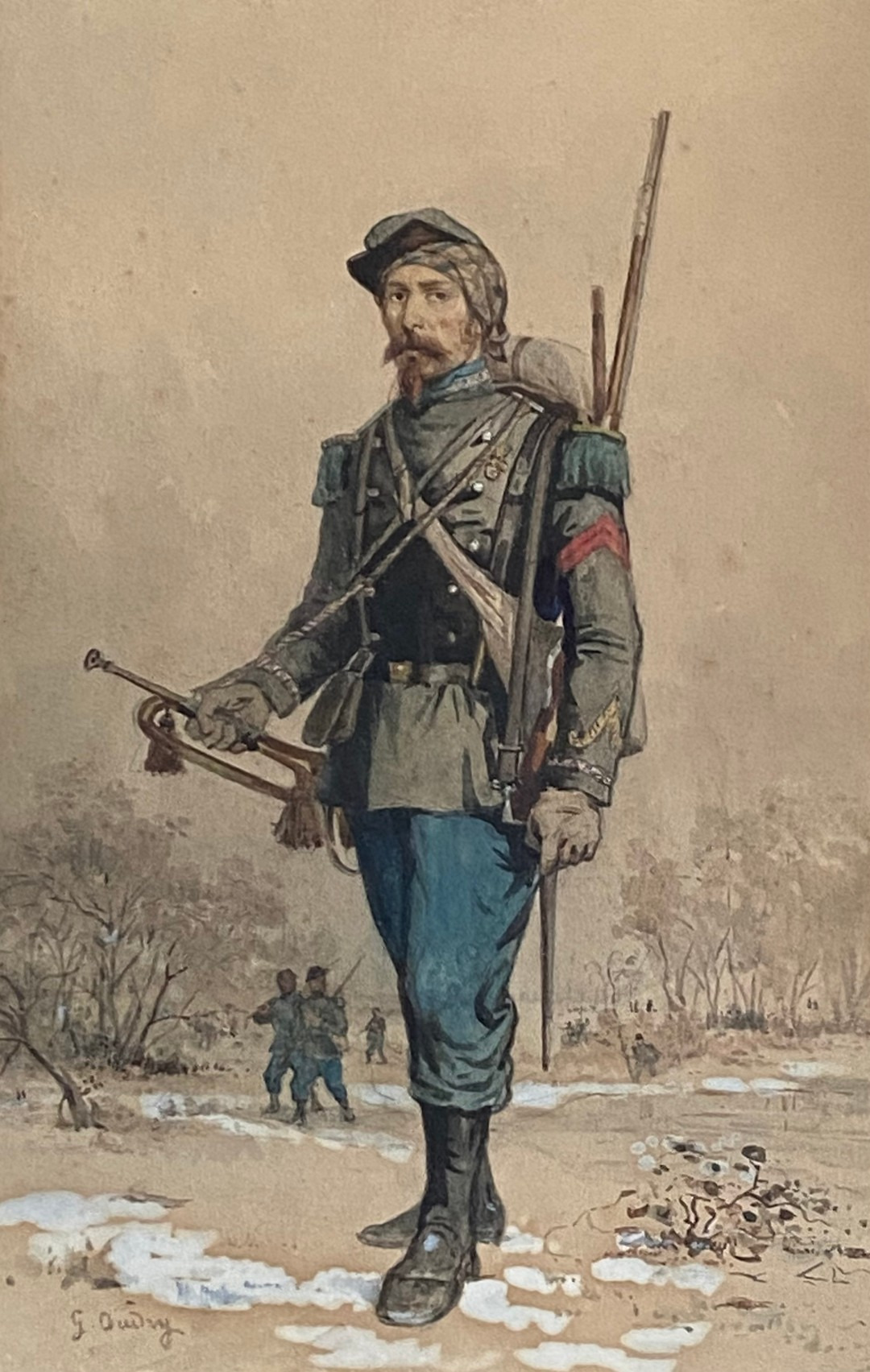
Clairon, aquarelle, vers 1870.
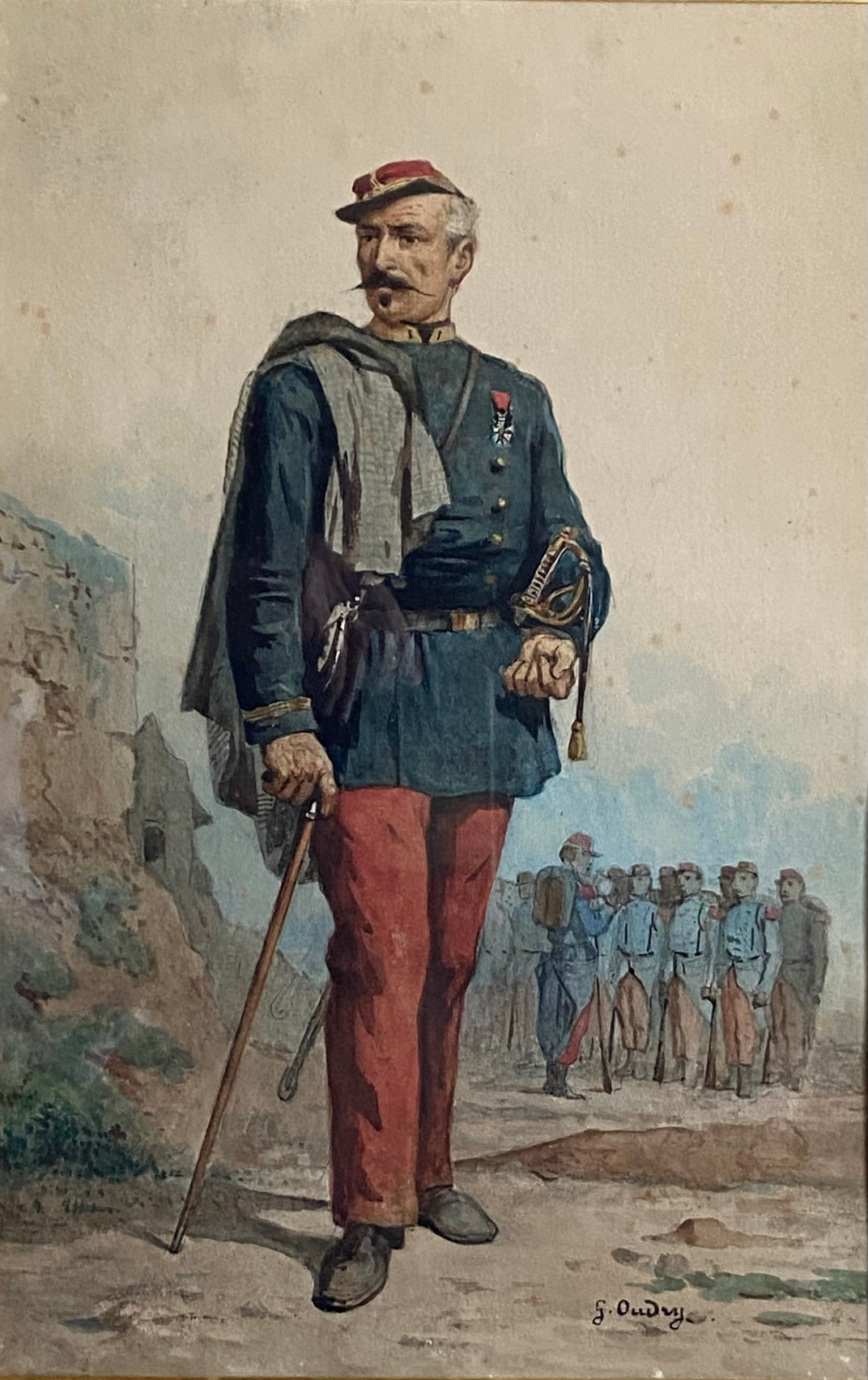
Officier d’infanterie, aquarelle, vers 1870.
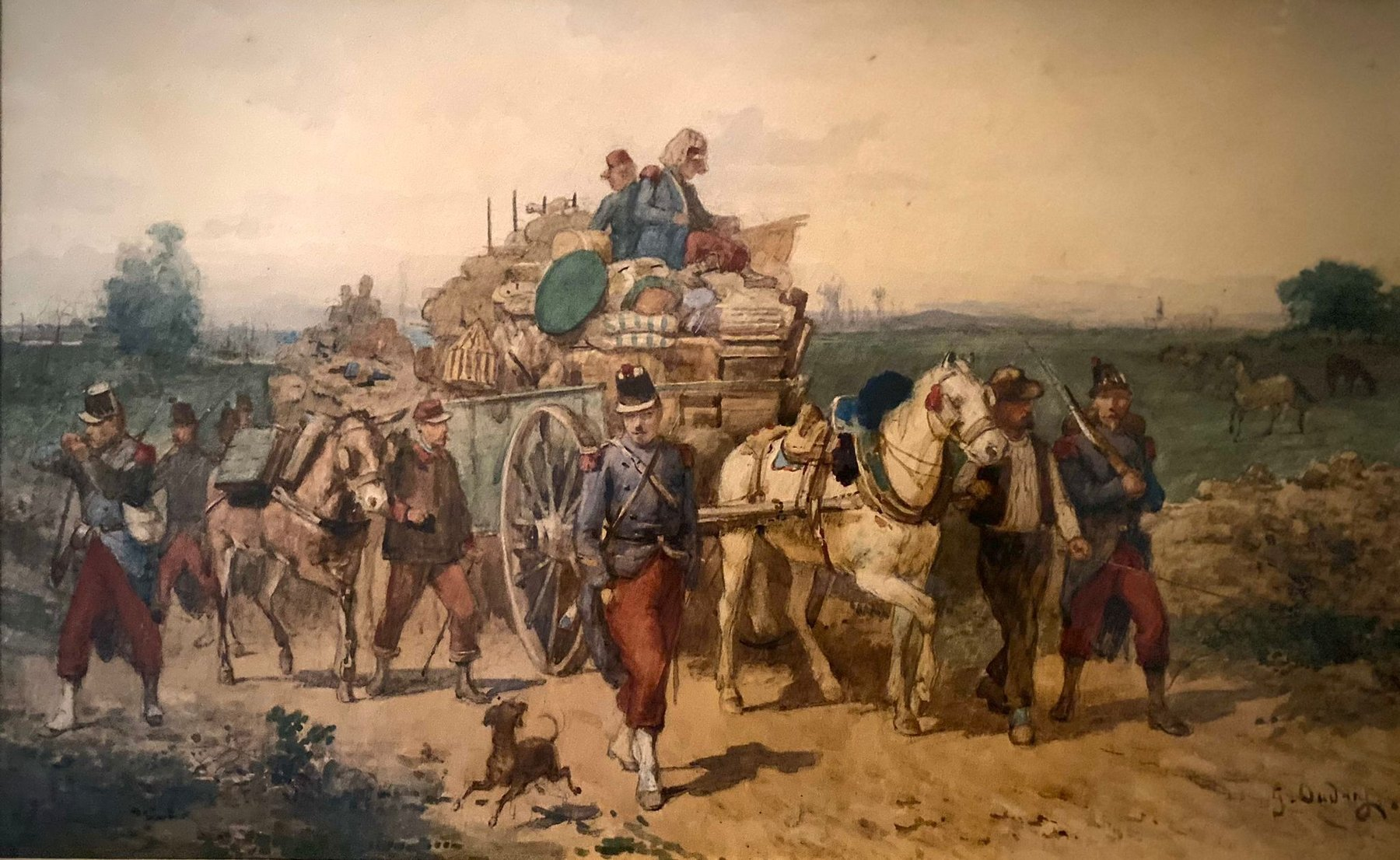
Convoi militaire en route, aquarelle, vers 1870-1880.
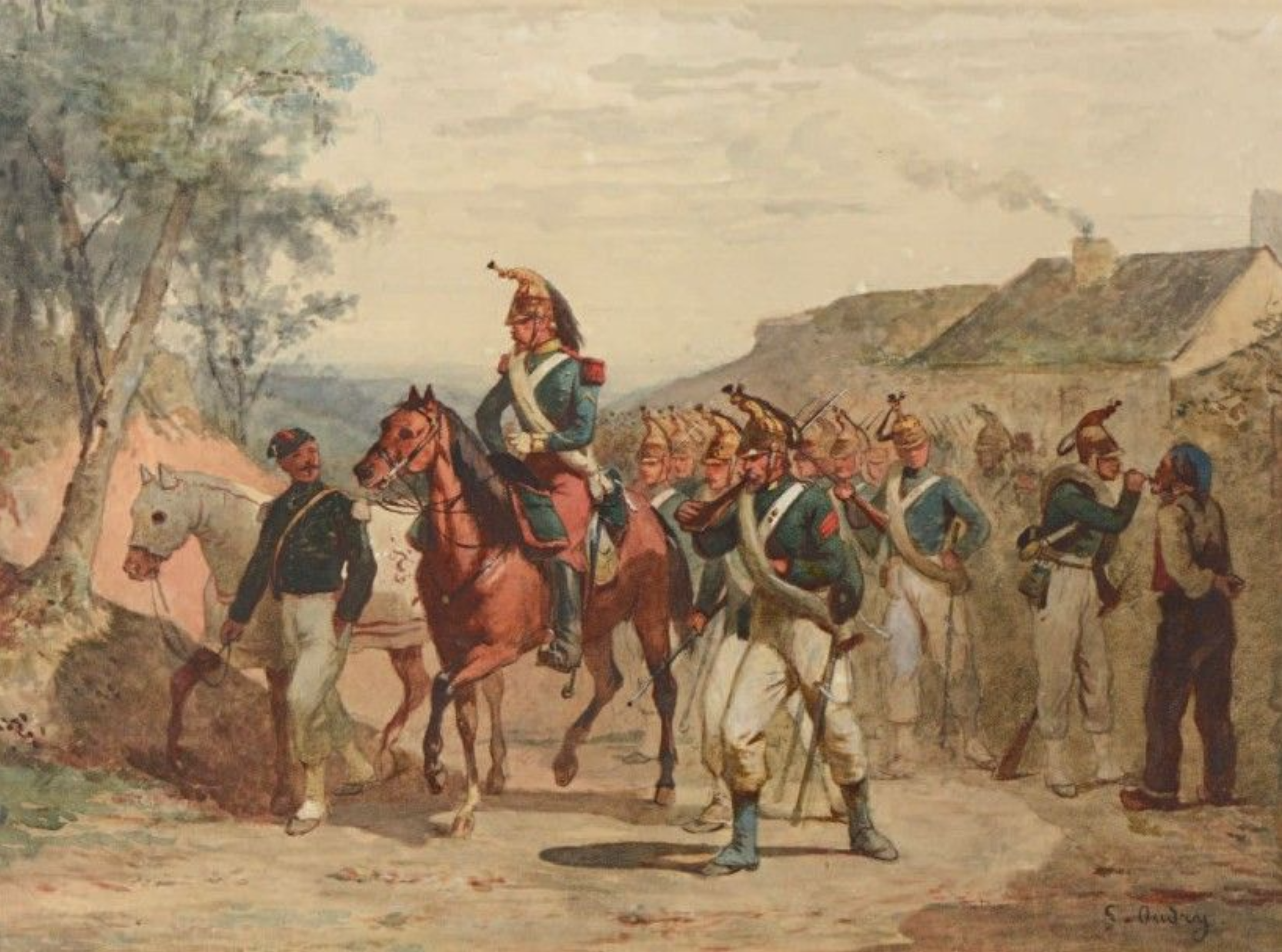
Militaires en campagne, aquarelle, vers 1890.
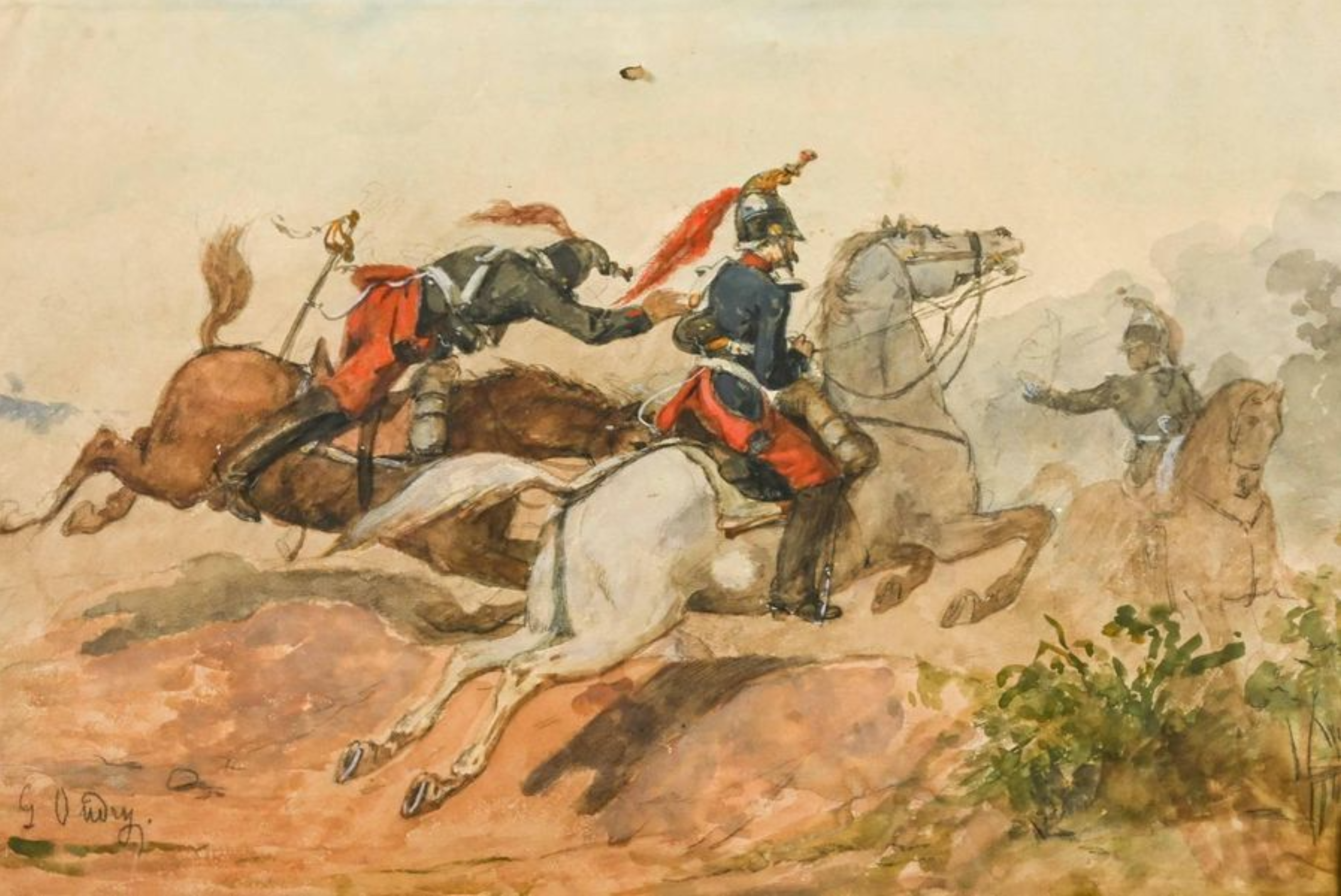
La Charge, aquarelle, s.d.
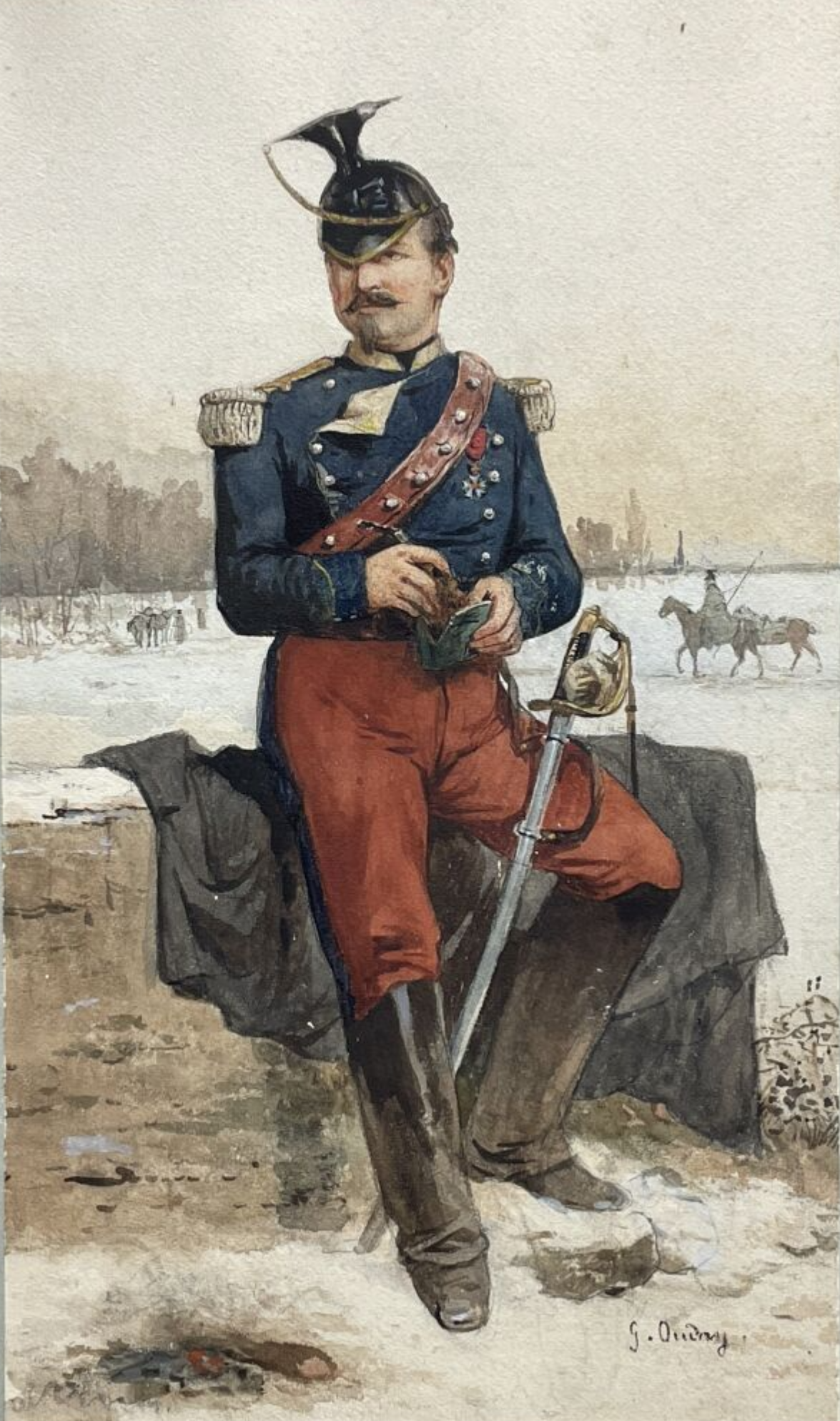
Portrait de lancier Second Empire, aquarelle, s.d.
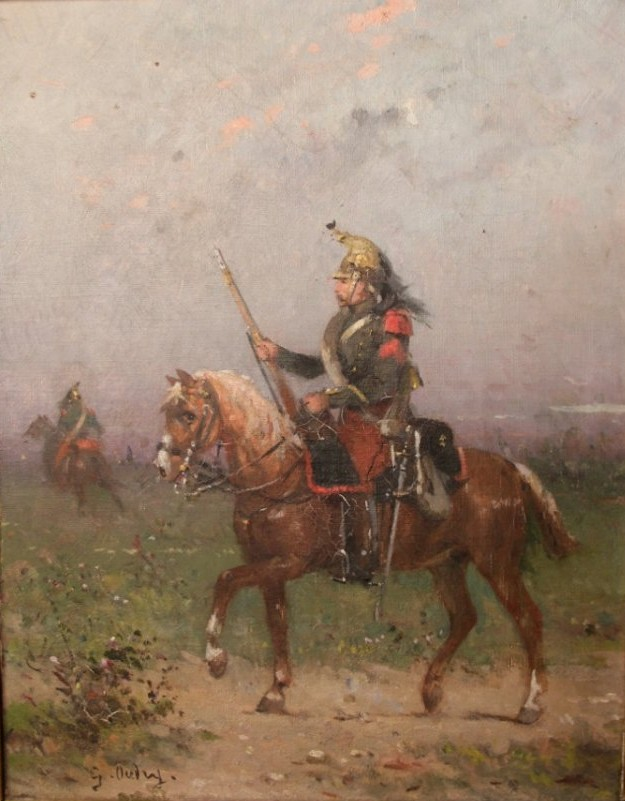
Le dragon à cheval, huile sur toile, s.d.
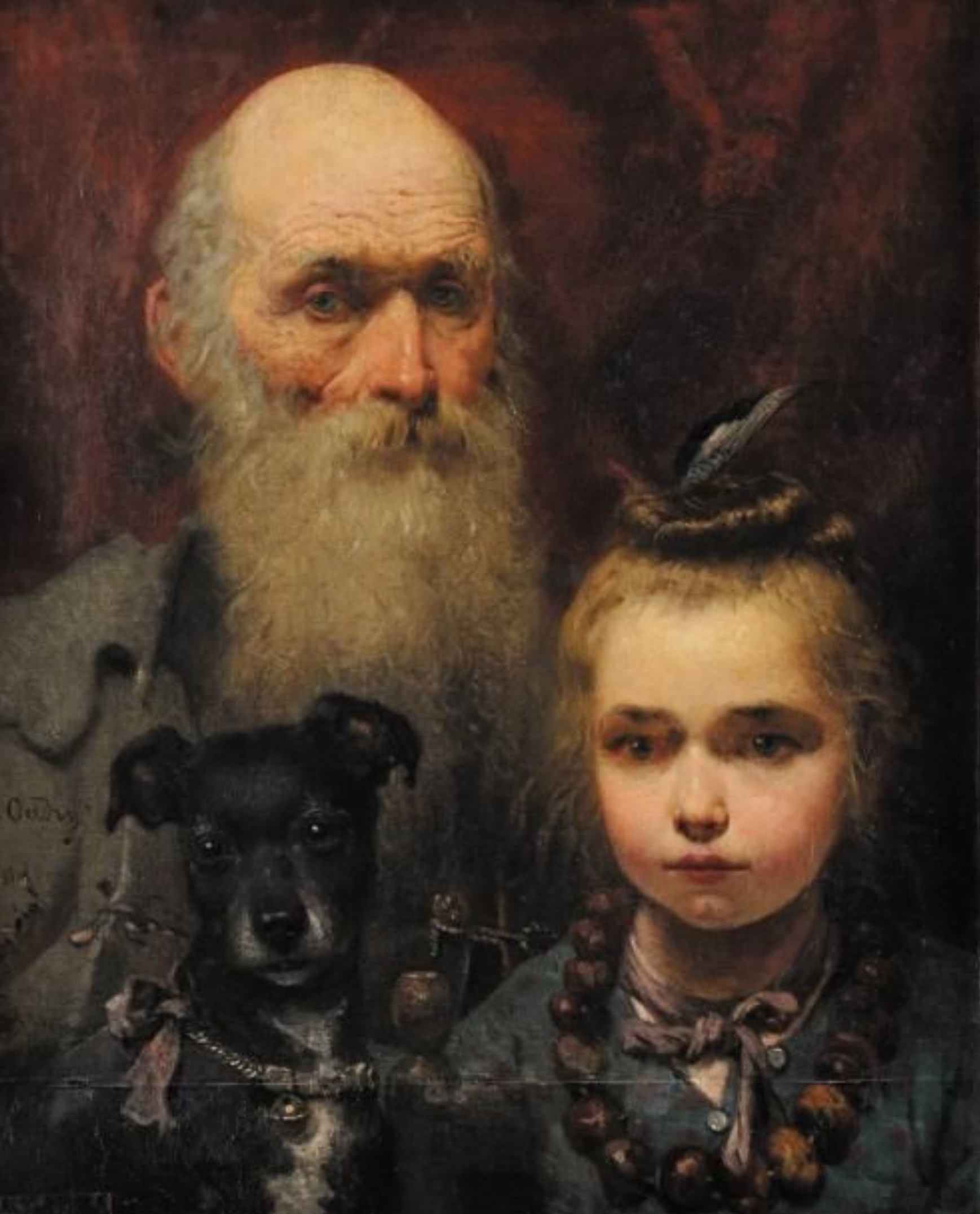
Portrait de famille, huile sur toile, s.d.